# Spruce Grove
Spruce Grove är en stad nära Edmonton i Alberta i Kanada. Invånarna uppgick 2011 till 26 171 i antalet.

## Historia
Nybyggare anlände 1879. Spruce Grove blev by den 14 mars, men rättigheterna upphörde den 30 augusti 1916.

Spruce Grove blev återigen by den 1 januari 1955, och stad ("town") den 1 januari 1971, för att 1 mars 1986 erhålla statusen "city".

### Fotnoter
1. ↑  ”Census Profile” (på engelska). Statistics Canada. 23 mars 2011. http://www12.statcan.gc.ca/census-recensement/2011/dp-pd/prof/details/page.cfm?Lang=E&Geo1=CSD&Code1=4811049&Geo2=PR&Code2=48&Data=Count&SearchText=Spruce%20Grove&SearchType=Begins&SearchPR=01&B1=All&Custom=. Läst 3 februari 2014.
2. ↑  Lunan, Esther (1979). As the roots grow : the history of Spruce Grove and district. Inter-Collegiate Press. sid. 16. Arkiverad från originalet den 4 mars 2016. https://web.archive.org/web/20160304030644/http://www.ourroots.ca/e/page.aspx?id=470107. Läst 3 februari 2014 Arkiverad 4 mars 2016 hämtat från the Wayback Machine.
3. 1 2  Alberta Municipal Affairs (17 september 2010). ”Municipal Profile – City of Spruce Grove”. http://www.municipalaffairs.alberta.ca/cfml/MunicipalProfiles/index.cfm?fuseaction=BasicReport&MunicipalityType=CITY&stakeholder=291&profileType=HIST&profileType=CONT&profileType=STAT&profileType=FINA&profileType=GRAN&profileType=TAXR&profileType=ASSE. Läst 2 oktober 2010.